# Chifeng
Chifeng, também conhecida como Ulankhad em mongol, é uma cidade-prefeitura no sudeste da Mongólia Interior, República Popular da China. Faz fronteira com Liga Xilin Gol ao norte e oeste, Tongliao ao nordeste, Chaoyang (Liaoningue) ao sudeste e Chengde (Hebei) ao sul. A cidade tem uma área administrativa total de 90.275 km² e, segundo o censo de 2020, tinha uma população de 4.035.967 habitantes. No entanto, 1.175.391 desses residentes viviam na área urbana (ou metropolitana) composta pelos 2 distritos urbanos de Hongshan e Songshan, uma vez que Yuanbaoshan ainda não é conurbada. No entanto, uma grande parte do distrito de Songshan ainda é rural e o distrito de Yuanbaoshan opera separadamente, a 27 quilômetros de distância do distrito central de Chifeng. A cidade era o centro administrativo da antiga Liga Ju Ud.

## História

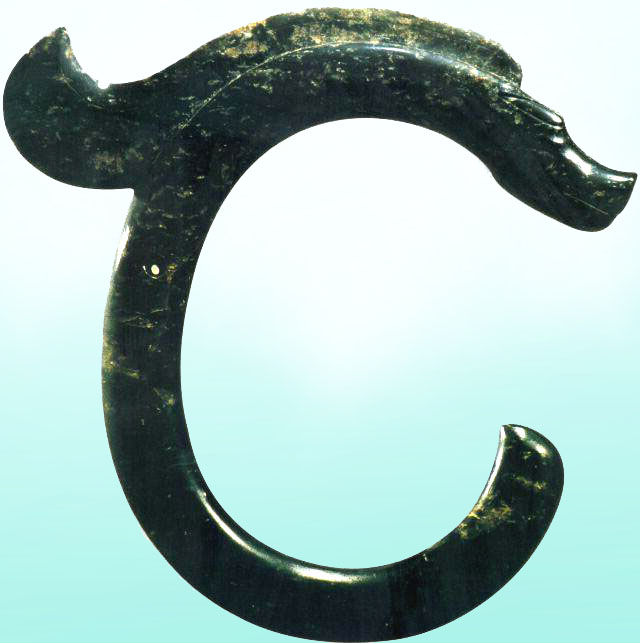
Dragão de jade da cultura Hongshan

Segundo pesquisas arqueológicas, a presença humana na região de Chifeng data de pelo menos dez mil anos, com registros neolíticos que chegam a cerca de oito mil anos. Em Chifeng, foram descobertas ruínas e artefatos importantes relacionados à cultura de Hongshan, à cultura do bronze das pastagens, à cultura Quitai e à cultura Mongol-Iuã. Entre as descobertas, destacam-se as ruínas de uma antiga vila chamada Xinglongwa e o maior dragão de jade já encontrado na área, conhecidos como "a primeira vila" e "o primeiro dragão". Mais de 6.800 sítios arqueológicos revelaram essas ruínas e relíquias de culturas antigas. A cultura de Hongshan, que recebeu o nome do distrito de Hongshan em Chifeng, era uma cultura neolítica no nordeste da China, com sítios arqueológicos encontrados principalmente em Chifeng, datados entre 4.700 e 2.900 a.C.
A região em torno de Chifeng foi o centro político da dinastia Liao e abrigou sua capital, Shangjing Linhuangfu. Por isso, as ruínas e relíquias da Dinastia Liao encontradas em Chifeng são consideradas as mais significativas de toda a China. Durante a Dinastia Qing, a área que hoje corresponde a Chifeng era administrada pela 'Liga Ju Ud', uma das seis Ligas originais da Mongólia Interior, onde as bandeiras mongóis eram organizadas em assembleias convencionais no nível da liga. No período republicano, Chifeng estava sob a jurisdição da província de Rehe, juntamente com partes das atuais províncias de Liaoning e Hebei, incluindo as regiões de Chaoyang e Chengde. Após o Incidente de Mukden, em 1931, o estado fantoche japonês de Manchukuo foi estabelecido em Xinjing (atualmente Changchun, capital da província de Jilin), e a Liga Ju Ud foi tomada por Manchukuo em 1933. Chifeng se estabeleceu como a terceira maior cidade da província de Rehe, depois de Chengde e Chaoyang. Após a Operação Tempestade de Agosto, o Grupo de Cavalaria Mecanizada Soviético-Mongol entrou em Chifeng. Depois que a província de Rehe foi extinta em 1955, Chifeng foi colocada administrativamente sob a recém-criada Região Autônoma da Mongólia Interior, sob o governo do PCC, cuja sede provincial era anteriormente em Ulanhot e transferida para Zhangjiakou e depois para Hohhot na década de 1950. Na década de 1970, conhecida como Liga Ju Ud, Chifeng estava sob a administração da província de Liaoning. Depois de 1979, Chifeng ficou sob o domínio da Mongólia Interior, e a Liga Ju Ud foi dissolvida em 10 de outubro de 1983.

## Geografia

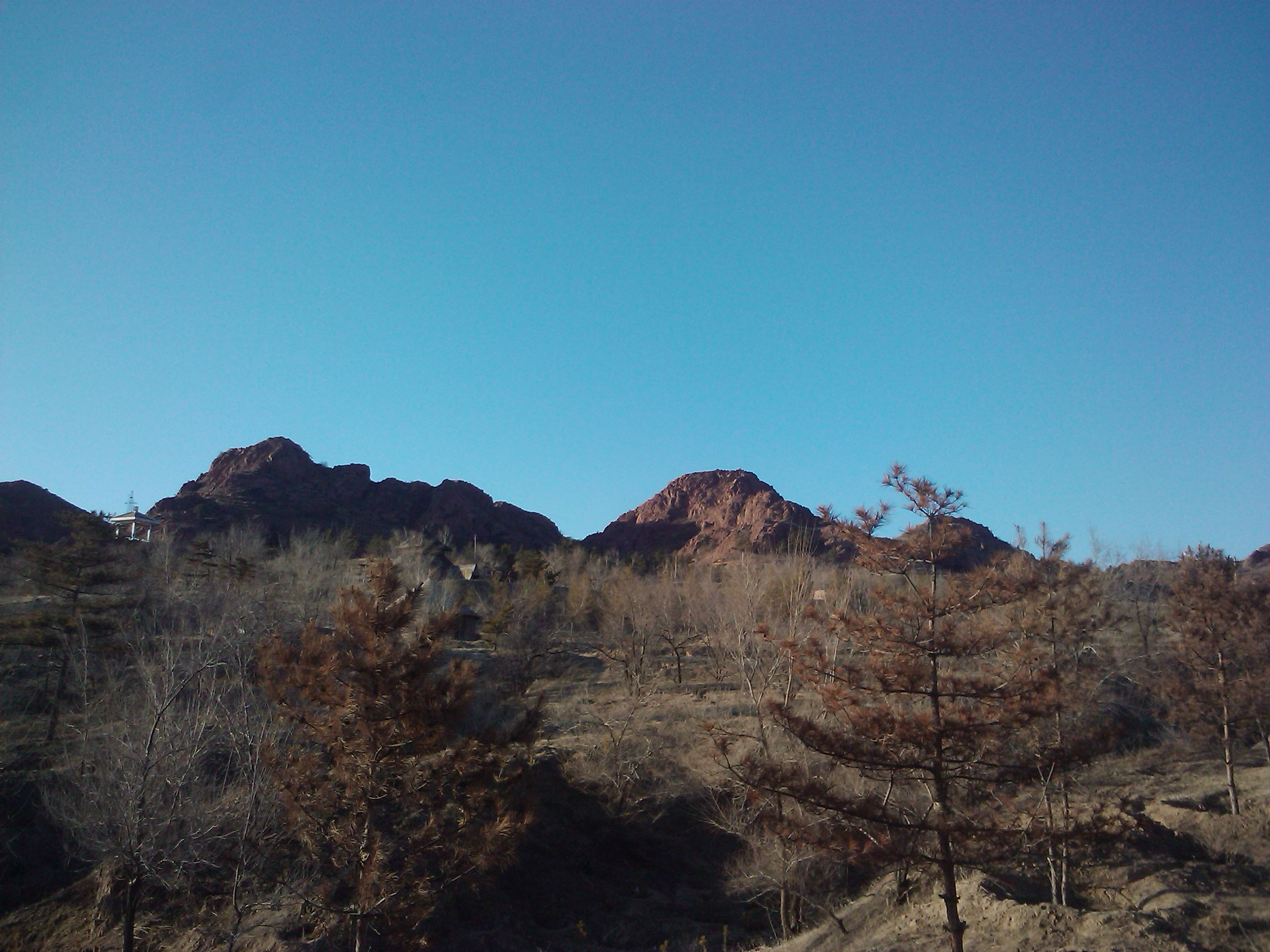
Hongshan, a "Colina Vermelha", de onde Chifeng recebeu seu nome

Chifeng está situada ao longo do curso superior do rio Xiliao. Dentro de sua área estão a extensão mais a sudoeste do Grande Khingan, o Planalto da Mongólia Interior, bem como a Planície do rio Xiliao e, finalmente, a extensão mais ao norte das Montanhas Yan. As divisões de nível de prefeitura que fazem fronteira são Tongliao ao nordeste, Chaoyang (Liaoningue) ao sudeste, Chengde (Hebei) ao sul e a Liga Xilin Gol a oeste. De norte a sul, a cidade de Chifeng se estende 457,5 km, enquanto de leste a oeste se estende 375 km. As elevações variam de uma alta de 2.067 m no oeste para menos de 300 m no leste.

### Clima
Chifeng tem um clima continental semiárido (Köppen BSk), com quatro estações bem definidas, influenciado pelas monções, com invernos longos, frios, ventosos, mas secos, e verões quentes e úmidos. As temperaturas médias mensais variam de -10,4 ºC em janeiro para 23,7 ºC em julho, com uma média anual de 7,82 ºC. Quase metade das chuvas do ano ocorre entre julho e agosto, e, mesmo assim, o clima seco e ensolarado domina a cidade. Com uma porcentagem mensal de sol variando de 55% em julho a 71% em janeiro e fevereiro, o sol é abundante o ano todo, e a cidade recebe 2.866 horas de insolação anualmente, cerca de 65% do total possível.
| Dados climatológicos para Chifeng                   | Dados climatológicos para Chifeng | Dados climatológicos para Chifeng | Dados climatológicos para Chifeng | Dados climatológicos para Chifeng | Dados climatológicos para Chifeng | Dados climatológicos para Chifeng | Dados climatológicos para Chifeng | Dados climatológicos para Chifeng | Dados climatológicos para Chifeng | Dados climatológicos para Chifeng | Dados climatológicos para Chifeng | Dados climatológicos para Chifeng | Dados climatológicos para Chifeng |
| Mês                                                 | Jan                               | Fev                               | Mar                               | Abr                               | Mai                               | Jun                               | Jul                               | Ago                               | Set                               | Out                               | Nov                               | Dez                               | Ano                               |
| --------------------------------------------------- | --------------------------------- | --------------------------------- | --------------------------------- | --------------------------------- | --------------------------------- | --------------------------------- | --------------------------------- | --------------------------------- | --------------------------------- | --------------------------------- | --------------------------------- | --------------------------------- | --------------------------------- |
| Temperatura máxima recorde (°C)                     | 11,3                              | 20,4                              | 28,2                              | 33,8                              | 39,0                              | 39,8                              | 40,4                              | 37,8                              | 34,6                              | 29,4                              | 22,2                              | 15,6                              | 40,4                              |
| Temperatura máxima média (°C)                       | −3,1                              | 1,2                               | 8,1                               | 17,0                              | 24,0                              | 27,8                              | 29,6                              | 28,3                              | 23,7                              | 15,8                              | 5,4                               | −1,6                              | 14,7                              |
| Temperatura média (°C)                              | −10,2                             | −6,4                              | 0,9                               | 9,8                               | 17,2                              | 21,4                              | 23,8                              | 22,1                              | 16,5                              | 8,5                               | −1,4                              | −8,4                              | 7,8                               |
| Temperatura mínima média (°C)                       | −15,9                             | −12,6                             | −5,6                              | 3,0                               | 10,4                              | 15,5                              | 18,5                              | 16,6                              | 10,1                              | 2,4                               | −6,7                              | −13,7                             | 1,8                               |
| Temperatura mínima recorde (°C)                     | −27,8                             | −26,5                             | −23,9                             | −13,9                             | −2,8                              | 3,0                               | 11,0                              | 5,5                               | −2,3                              | −11,1                             | −22,8                             | −25,9                             | −27,8                             |
| Chuva (mm)                                          | 1,2                               | 2,5                               | 6,7                               | 18,4                              | 36,6                              | 69,5                              | 114,6                             | 73,1                              | 32,1                              | 21,0                              | 6,7                               | 1,3                               | 383,7                             |
| Dias com precipitação                               | 1,5                               | 1,6                               | 2,8                               | 4,2                               | 7,5                               | 12,7                              | 12,9                              | 10,1                              | 6,9                               | 4,1                               | 2,8                               | 1,4                               | 68,5                              |
| Dias com neve                                       | 2,3                               | 2,4                               | 3,4                               | 1,9                               | 0,2                               | 0                                 | 0                                 | 0                                 | 0                                 | 1,3                               | 2,8                               | 2,2                               | 16,5                              |
| Umidade relativa (%)                                | 44                                | 40                                | 37                                | 37                                | 39                                | 55                                | 65                                | 66                                | 57                                | 49                                | 49                                | 47                                | 49                                |
| Brilho do sol disponível (%)                        | 73                                | 73                                | 70                                | 65                                | 63                                | 58                                | 58                                | 64                                | 70                                | 72                                | 70                                | 71                                | 67                                |
| Insolação (h)                                       | 215,4                             | 219,3                             | 261,9                             | 262,6                             | 287,5                             | 264,8                             | 267,0                             | 272,7                             | 257,2                             | 244,6                             | 203,8                             | 200,9                             | 2 957,7                           |
| Fonte: Agência Meteorológica da China               |                                   |                                   |                                   |                                   |                                   |                                   |                                   |                                   |                                   |                                   |                                   |                                   |                                   |
| Fonte 2: Weather China, Pogodaiklimat.ru (extremos) |                                   |                                   |                                   |                                   |                                   |                                   |                                   |                                   |                                   |                                   |                                   |                                   |                                   |

## Divisões administrativas
Predefinição:Inner Mongolia topics

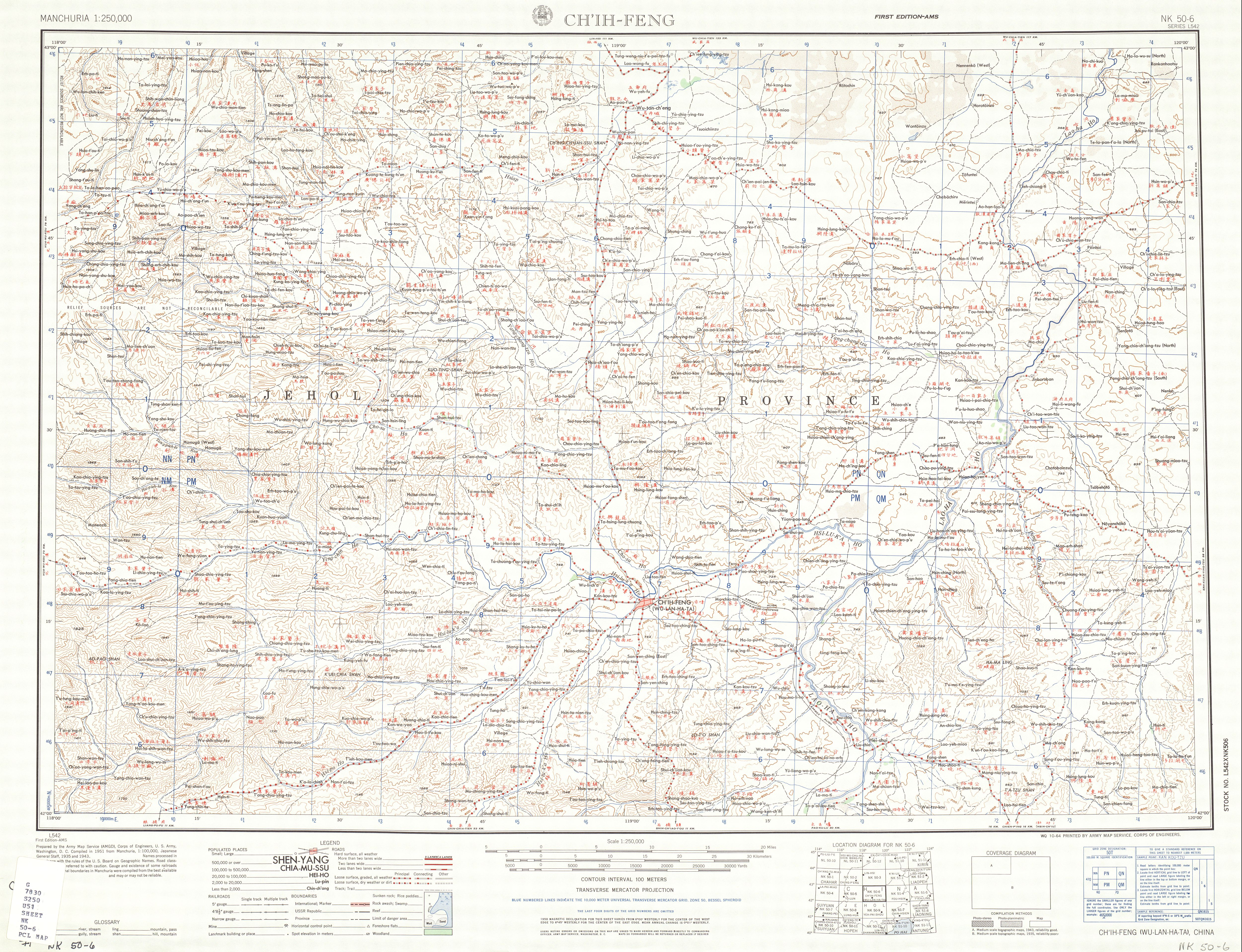
Mapa incluindo Chifeng (rotulado como CH'IH-FENG赤峰(WU-LAN-HA-TA)) (AMS, 1951)

Chifeng é composta por três distritos, dois condados e sete bandeiras:
| #  | Nome                     | Mongol                                          | Sinograma    | Pinyin         | Populatção (2010) | Área (km²) | Densidade (/km²) |
| -- | ------------------------ | ----------------------------------------------- | ------------ | -------------- | ----------------- | ---------- | ---------------- |
| 1  | Distrito de Hongshan     | ᠬᠦᠩ ᠱᠠᠨ ᠲᠣᠭᠣᠷᠢᠭ (Küŋ šan toɣoriɣ)               | 红山区       | Hóngshān Qū    | 434.785           | 170        | 1.765            |
| 2  | Distrito de Yuanbaoshan  | ᠶᠤᠸᠠᠨ ᠪᠣᠣ ᠱᠠᠨ ᠲᠣᠭᠣᠷᠢᠭ (Yuvan boo šan toɣoriɣ)   | 元宝山区     | Yuánbǎoshān Qū | 325.170           | 887        | 327              |
| 3  | Distrito de Songshan     | ᠰᠦᠩ ᠱᠠᠨ ᠲᠣᠭᠣᠷᠢᠭ (Süŋ šan toɣoriɣ)               | 松山区       | Sōngshān Qū    | 573.571           | 5.955      | 91               |
| 4  | Condado de Ningcheng     | ᠨᠢᠩᠴᠧᠩ ᠰᠢᠶᠠᠨ (Niŋčėŋ siyan)                     | 宁城县       | Níngchéng Xiàn | 546.845           | 4.305      | 139              |
| 5  | Condado de Linxi         | ᠯᠢᠨᠰᠢ ᠰᠢᠶᠠᠨ (Linsi siyan)                       | 林西县       | Línxī Xiàn     | 200.619           | 3.933      | 61               |
| 6  | Bandeira de Ar Horqin    | ᠠᠷᠤ ᠬᠣᠷᠴᠢᠨ ᠬᠣᠰᠢᠭᠤ (Aru Qorčin qosiɣu)           | 阿鲁科尔沁旗 | Ālǔkē'ěrqìn Qí | 272.205           | 14.555     | 21               |
| 7  | Bandeira de Bairin Jun   | ᠪᠠᠭᠠᠷᠢᠨ ᠵᠡᠭᠦᠨ ᠬᠣᠰᠢᠭᠤ (Baɣarin Jegün qosiɣu)     | 巴林左旗     | Bālín Zuǒ Qí   | 327.765           | 6.713      | 52               |
| 8  | Bandeira de Bairin Barin | ᠪᠠᠭᠠᠷᠢᠨ ᠪᠠᠷᠠᠭᠤᠨ ᠬᠣᠰᠢᠭᠤ (Baɣarin Baraɣun qosiɣu) | 巴林右旗     | Bālín Yòu Qí   | 175.543           | 9.837      | 18               |
| 9  | Bandeira de Hexigten     | ᠬᠡᠰᠢᠭᠲᠡᠨ ᠬᠣᠰᠢᠭᠤ (Kesigten qosiɣu)               | 克什克腾旗   | Kèshíkèténg Qí | 211.155           | 20.673     | 12               |
| 10 | Bandeira de Ongniud      | ᠣᠩᠨᠢᠭᠤᠳ ᠬᠣᠰᠢᠭᠤ (Oŋniɣud qosiɣu)                 | 翁牛特旗     | Wēngniútè Qí   | 433.298           | 11.882     | 40               |
| 11 | Bandeira de Harqin       | ᠬᠠᠷᠠᠴᠢᠨ ᠬᠣᠰᠢᠭᠤ (Qaračin qosiɣu)                 | 喀喇沁旗     | Kālāqìn Qí     | 293.246           | 3.071      | 120              |
| 12 | Bandeira de Aohan        | ᠠᠤᠬᠠᠨ ᠬᠣᠰᠢᠭᠤ (Auqan qosiɣu)                     | 敖汉旗       | Áohàn Qi       | 547.043           | 8.294      | 71               |

## Demografia
Em 2020, Chifeng tinha 4.035.967 habitantes (45 por km²).
| Grupo étnico | População | Porcentagem do total |
| ------------ | --------- | -------------------- |
| Han          | 3.441.581 | 77,58%               |
| Mongóis      | 830.357   | 18,72%               |
| Manchu       | 128.656   | 2,9%                 |
| Hui          | 31.122    | 0,7%                 |
| Coreanos     | 1.614     | 0,04%                |
| Xuéns        | 402       | 0,01%                |
| Daur         | 386       | 0,01%                |
| Outro        | 1.619     | 0,04%                |

## Economia

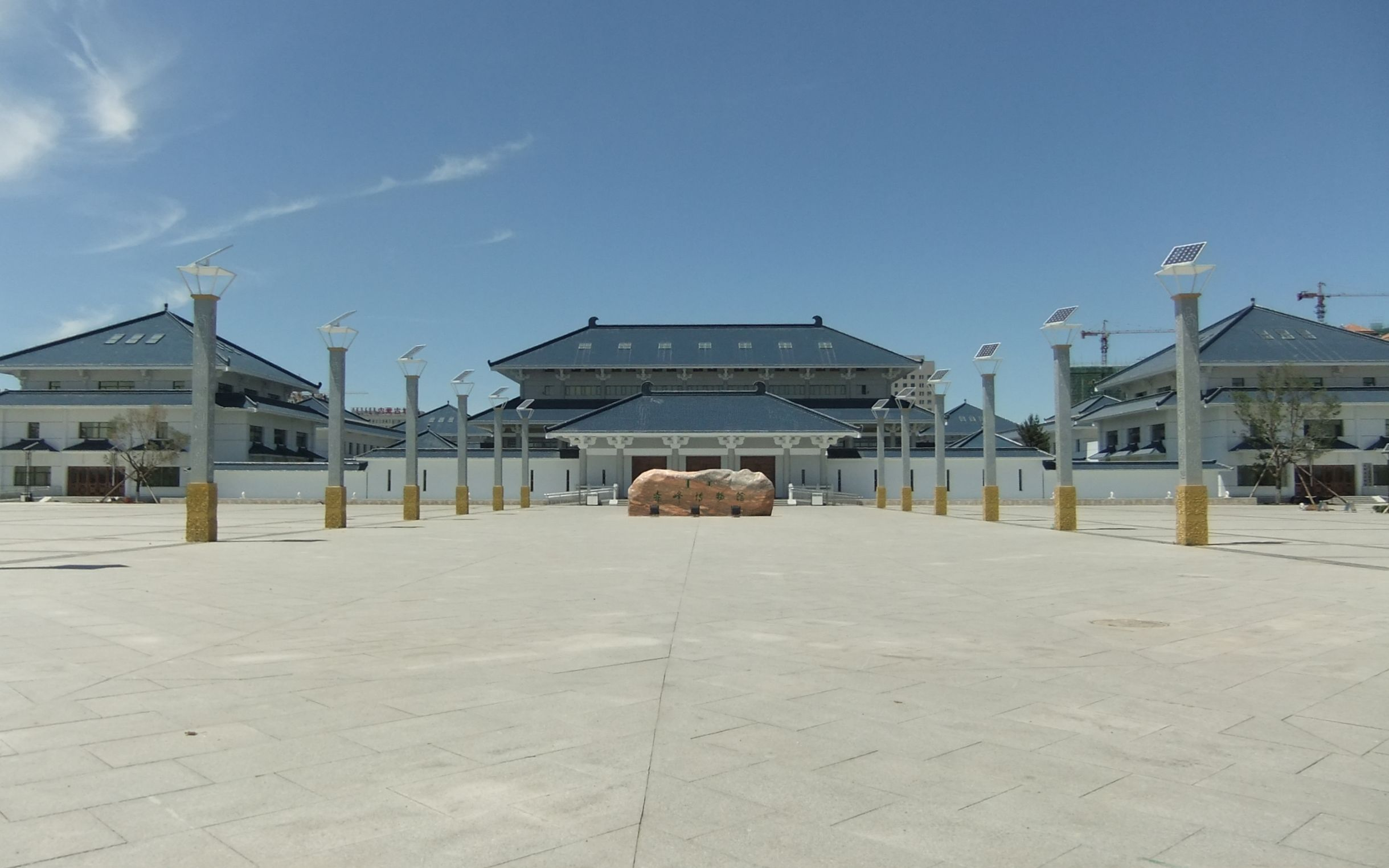
Museu de Chifeng

Durante o período do 10º Plano Quinquenal, Chifeng conduziu a estratégia de "basear o município na ecologia, fortalecer o município pela indústria e prosperar o município pela ciência e educação", investindo no desenvolvimento de recursos e aproveitando a oportunidade do Desenvolvimento Ocidental.
Seguindo a estratégia, Chifeng começou a reforçar na construção ecológica e de infraestrutura, promovendo ativamente o processo de industrialização agrícola e pecuária, fomentação de indústrias e urbanização, incentivando significativamente o desenvolvimento do setor de serviços e da economia a nível local e tentando expandir a produção econômica.
Como resultado, o desenvolvimento social incrementou-se rapidamente. Atualmente, a base econômica é dominada por minas, energia, medicamentos e alimentos e pela estrutura de industrialização agrícola e pecuária, que predominantemente produz carne, leite, vegetais e grama. Chifeng tornou-se base da agricultura, pecuária e indústria da parte oriental da Mongólia Interior. Em comparação com o final do 9º Plano Quinquenal, o PIB do município, o PIB médio regional e a receita fiscal dobraram, o investimento em ativos fixos quadruplicou.
Em 2005, o PIB do município atingiu 34,56 bilhões de Yuan, a receita fiscal atingiu 3,15 bilhões de Yuan, o investimento em ativos fixos atingiu 23,1 bilhões de Yuan, o valor geral do varejo de consumo social atingiu 13,7 bilhões de Yuan, a renda disponível per capita urbana chegou a 7.572 ¥  e a renda média pura dos agricultores e pastores foi de 2.817 ¥. Chifeng foi citada como "Pacificador do Controle Nacional de Areias e Construção Ecológica", "Cidade Nacional Sanitária", "Cidade Modelo Nacional de Apoio ao Exército e Respeito ao Povo", "Cidade Nacional Perfeita para o Turismo", "Cidade Nacional Perfeita em Segurança Social", "Área Perfeita de Civilização Espiritual" e "50 Áreas de Segurança de Crédito da China em Ambiente de Investimento".
Durante o 11º Plano Quinquenal, Chifeng está conduzindo ainda mais a estratégia de desenvolvimento de "basear o município na ecologia, fortalecer o município pela indústria e prosperar o município pela ciência e educação", acelerando o processo de industrialização de novos setores, industrialização e urbanização da agricultura e pecuária, enfatizando a economia industrial, e introduzindo investimentos, a fim de aumentar a renda fiscal e a renda média da população.
Até 2010, o PIB de Chifeng está projetado para alcançar 85 bilhões de yuan, representando um crescimento médio de cerca de 20%. A receita fiscal deve atingir 10 bilhões de yuan, com um aumento médio de aproximadamente 26%. Durante o rápido desenvolvimento previsto no 11º Plano Quinquenal, Chifeng será transformada em uma base produtiva de agricultura e pecuária, um polo de fornecimento de energia para o nordeste e norte da China, uma fonte significativa de matéria-prima e um centro de processamento de metais não ferrosos. Além disso, a cidade será um destino turístico de pastagens, um importante núcleo urbano e um ponto estratégico no fluxo de mercadorias entre a Mongólia Interior e Hebei.

### Recursos minerais
Na produção agrícola e pecuária, além das culturas principais como milho, arroz e milheto, há também culturas comerciais, incluindo feijão, trigo sarraceno, sementes oleaginosas de girassol, beterraba sacarina, tabaco e ervas medicinais chinesas. A produção anual de grãos pode atingir aproximadamente 3 milhões de toneladas. A agricultura em estufas e galpões de refrigeração ocupa uma área de cerca de 147 km². O município possui mais de 5,9 km² de pastagens naturais, e o número total de cabeças de gado ultrapassa 14 milhões.

### Geração de energia
No que diz respeito aos recursos eólicos e hídricos, a região conta com diversas usinas eólicas de grande porte, além de mais de 60 reservatórios de grande e médio porte. As reservas de águas subterrâneas totalizam 5 bilhões de metros cúbicos.

### Indústrias
Os principais setores de serviços englobam finanças, seguros, telecomunicações, distribuição, logística, hotéis e restaurantes, além de lazer e entretenimento. A região também conta com uma zona industrial de alta tecnologia que se estende por 24 km².

## Transporte
Chifeng é um centro logístico estratégico que conecta as regiões leste e oeste da Mongólia Interior. Grandes cidades como Tianjin, Pequim e Shenyang estão a apenas 500 km de Chifeng, enquanto Jinzhou, Huludao e Qinhuangdao ficam a menos de 300 km de distância.

### Ferrovia
Chifeng oferece serviços de trem direto a partir de sua estação para cidades como Pequim, Harbin, Shenyang, Dalian, Shanhaiguan e diversas localidades em Hebei.

### Estradas e vias expressas
- Rodovia Nacional 111 (China)
- Rodovia Nacional 306 (China)
- Autoestrada G16 Dandong–Xilinhot
- Autoestrada G45 Daqing–Guangzhou

### Aeroporto
O Aeroporto de Chifeng-Yulong oferece serviços para grandes cidades como Pequim e Hohhot.

### Ônibus
O serviço de ônibus de Chifeng oferece 38 linhas que cobrem a cidade e suas áreas circundantes.

## Educação
- Universidade de Chifeng

## Pessoas notáveis
- Bao Xishun, reconhecido como o homem mais alto do mundo de 2005 a 2007, é de Chifeng, assim como sua esposa
- Chinggeltei, linguista
- Gungsangnorbu, jezague e político da antiga República da China
- Ma Boyong, romancista, colunista e blogueiro
- Meng Fanlong, boxeador
- Wang Likun, atriz e dançarina
- Wang Luodan, atriz e cantora
- Wu Guoqing, detetive de polícia e cientista forense
- Wuliji Buren, artista marcial misto
- Zhang Wei (Theway Zhang), cantor
- Zhao Hongzhu, político